# Альбораче
Альбораче, Алборач (ісп. Alborache (офіційна назва), валенс. Alboraig) — муніципалітет в Іспанії, у складі автономної спільноти Валенсія, у провінції Валенсія. Населення — 1226 осіб (2010).

## Географія
Муніципалітет розташований на відстані близько 280 км на південний схід від Мадрида, 34 км на захід від Валенсії.

## Демографія
Динаміка населення (INE ):

## Галерея зображень

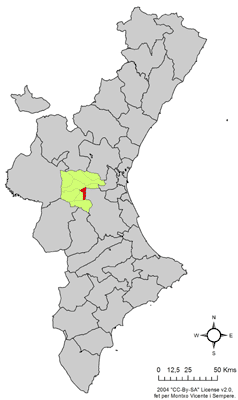
Розташування муніципалітету Альбораче у автономній спільноті Валенсія
Розташування муніципалітету Альбораче у комарці Ла-Оя-де-Буньйоль